# Villiers-Couture
Villiers-Couture – miejscowość i gmina we Francji, w regionie Nowa Akwitania, w departamencie Charente-Maritime.
Według danych na rok 1990 gminę zamieszkiwały 163 osoby, a gęstość zaludnienia wynosiła 19 osób/km² (wśród 1467 gmin regionu Poitou-Charentes Villiers-Couture plasuje się na 832. miejscu pod względem liczby ludności, natomiast pod względem powierzchni na miejscu 909.).